# Wolf-Rüdiger Netz
Wolf-Rüdiger Netz (* 15. Dezember 1950 in Schwerin) ist ein ehemaliger deutscher Fußballspieler.

## Sportliche Laufbahn

### Gemeinschafts- und Clubstationen
Wolf-Rüdiger Netz begann mit acht Jahren seine Laufbahn bei der SG Dynamo Schwerin, für die er in der Saison 1968/69 in der DDR-Liga debütierte. Im Sommer 1971 wechselte er in die Oberliga zum BFC Dynamo.
In der Saison 1973/74 wurde er aus disziplinarischen Gründen nach Schwerin zurückgeschickt. Während einer Reise der DDR-Nachwuchsauswahl, für die er drei Partien bestritt, nach Skandinavien hatte sich Netz gemeinsam mit Gerhard Hoppe vom FC Carl Zeiss Jena nach offizieller Verlautbarung ein sogenanntes Devisenvergehen geleistet.
Zu Beginn der Spielzeit 1974/75 kehrte Netz zum BFC zurück, wo der gelernte Elektromonteur 1984 seine Laufbahn beendete. Netz erzielte in 265 Oberligaspielen 112 Tore für die Berliner. Niemand schoss in der höchsten Spielklasse des DDR-Fußballs mehr Tore für die Weinroten aus Hohenschönhausen – und nur Hans-Jürgen Riediger traf ebenfalls dreistellig (105) für den BFC Dynamo. In der ewigen Torschützenliste der DDR-Oberliga nimmt Pulmo Netz den 14. Rang ein.
Mit den Berlinern gewann der 1,72 Meter kleine Stürmer zwischen 1979 und 1984 fünfmal die DDR-Meisterschaft. Im FDGB-Pokal stand er mit dem BFC Dynamo dreimal (1979, 1982 und 1984) im Finale, konnte diesen Titel nach Niederlagen gegen Dynamo Dresden und den 1. FC Magdeburg jedoch nie gewinnen.
Auf internationaler Ebene war der Einzug ins Halbfinale im Europapokal der Pokalsieger in der Saison 1971/72 gegen Dynamo Moskau sein größter Erfolg.

### Auswahleinsätze
Für die Nationalmannschaft der DDR bestritt Netz zwischen 1978 und 1981 zwei A-Länderspiele (kein Tor). Zuvor hatte der BFC-Angreifer Mitte der 1970er-Jahre mit der B-Nationalmannschaft bereits zwei Länderspiele absolviert. Im Oktober 1980 trennte er sich mit der ostdeutschen Zweitvertretung von Spanien B mit 0:0.
Bei den Olympischen Spielen 1980 gewann er mit der Olympiaauswahl in Moskau die Silbermedaille des Fußballturniers. Dabei war er mit vier Toren der erfolgreichste Torschütze der Ostdeutschen und verzeichnete nur einen Treffer weniger als Torschützenkönig Sergei Andrejew. Mit seinen Mannschaftskameraden wurde er dafür mit dem Vaterländischen Verdienstorden in Bronze ausgezeichnet.